# Browary restauracyjne w Polsce

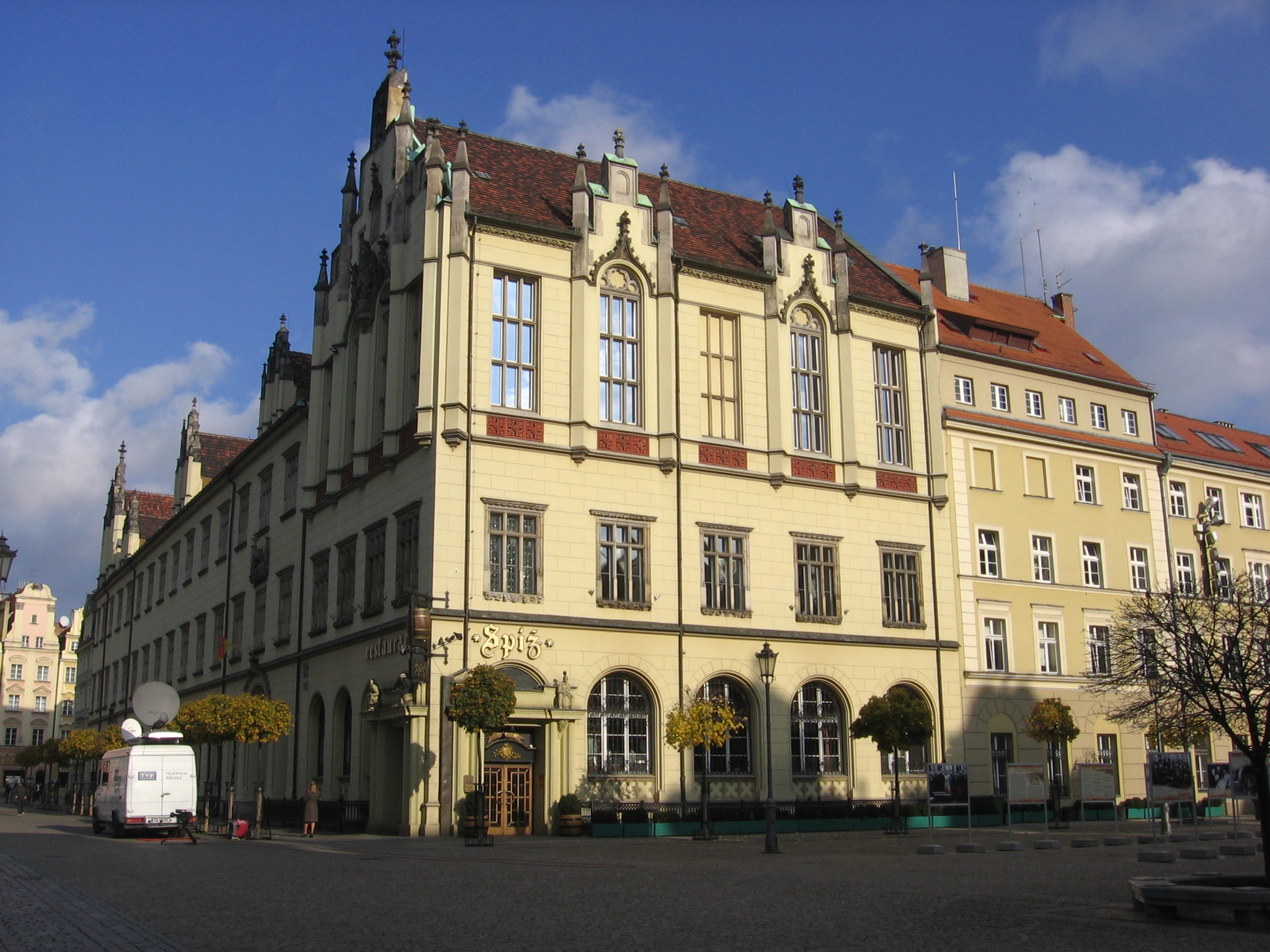
Mini Browar Restauracja Spiż we Wrocławiu

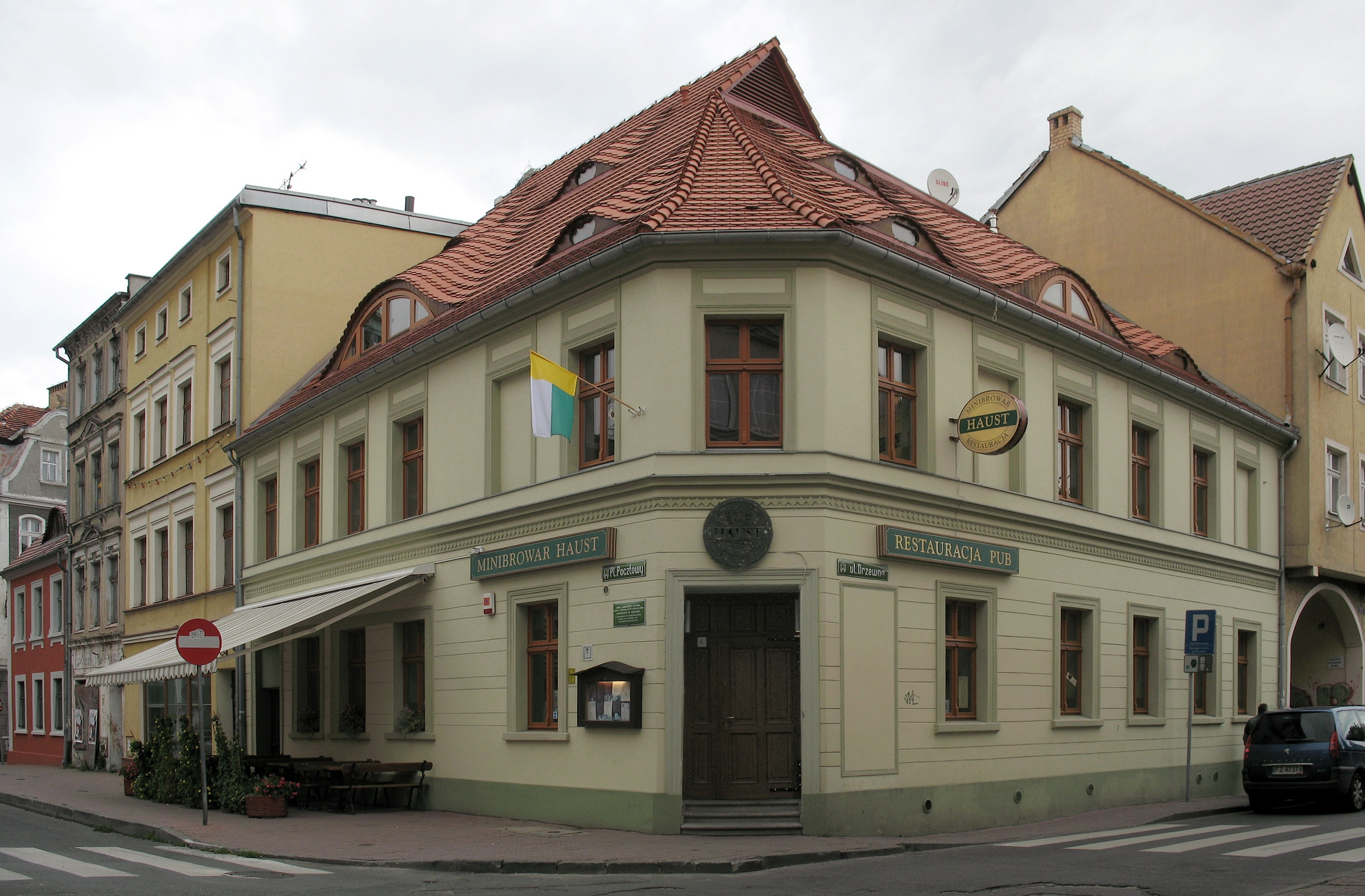
Minibrowar Haust w Zielonej Górze

Browary restauracyjne w Polsce – współcześnie (tj. po przywróceniu gospodarki wolnorynkowej) zaczęły powstawać w latach 90. XX wieku.

## Historia
Pierwszym browarem restauracyjnym (minibrowarem) we współczesnej Polsce był Mini Browar Restauracja Spiż założony w 1992 roku w Nowym Ratuszu we Wrocławiu przez przedsiębiorcę Bogdana Spiża. Kolejny – C.K. Browar powstał w 1996 roku w Krakowie. W 2001 roku został założony mikrobrowar i restauracja Soma w Warszawie. Soma, usytuowana w kamienicy przy ul. Foksal, z powodu problemów z wynajmem lokalu została jednak zamknięta w 2004 roku.
Wzrost liczby browarów restauracyjnych w Polsce nastąpił po 2004 roku. Powstały wówczas browary Haust w Zielonej Górze i BrowArmia w Warszawie. Również w tym roku w Poznaniu powstał browar Brovaria, pierwszy w Polsce minibrowar usytuowany w hotelu. W 2005 roku otwarto pierwszy lokal sieci Bierhalle.
W 2006 roku aktywną działalność na polskim rynku zaczęła niemiecka firma Kaspar Schulz, produkująca urządzenia i sprzęt browarniczy, czego efektem w późniejszych latach stał się przyspieszony wzrost liczby minibrowarów w Polsce.
Najnowszy browar restauracyjny w Polsce, Manufaktura Rzeszów, największy na Podkarpaciu i jeden z największych w kraju pod względem liczby miejsc (ponad 500), został otwarty w październiku 2017 r. w Rzeszowie.